# Occupation d'Alcatraz

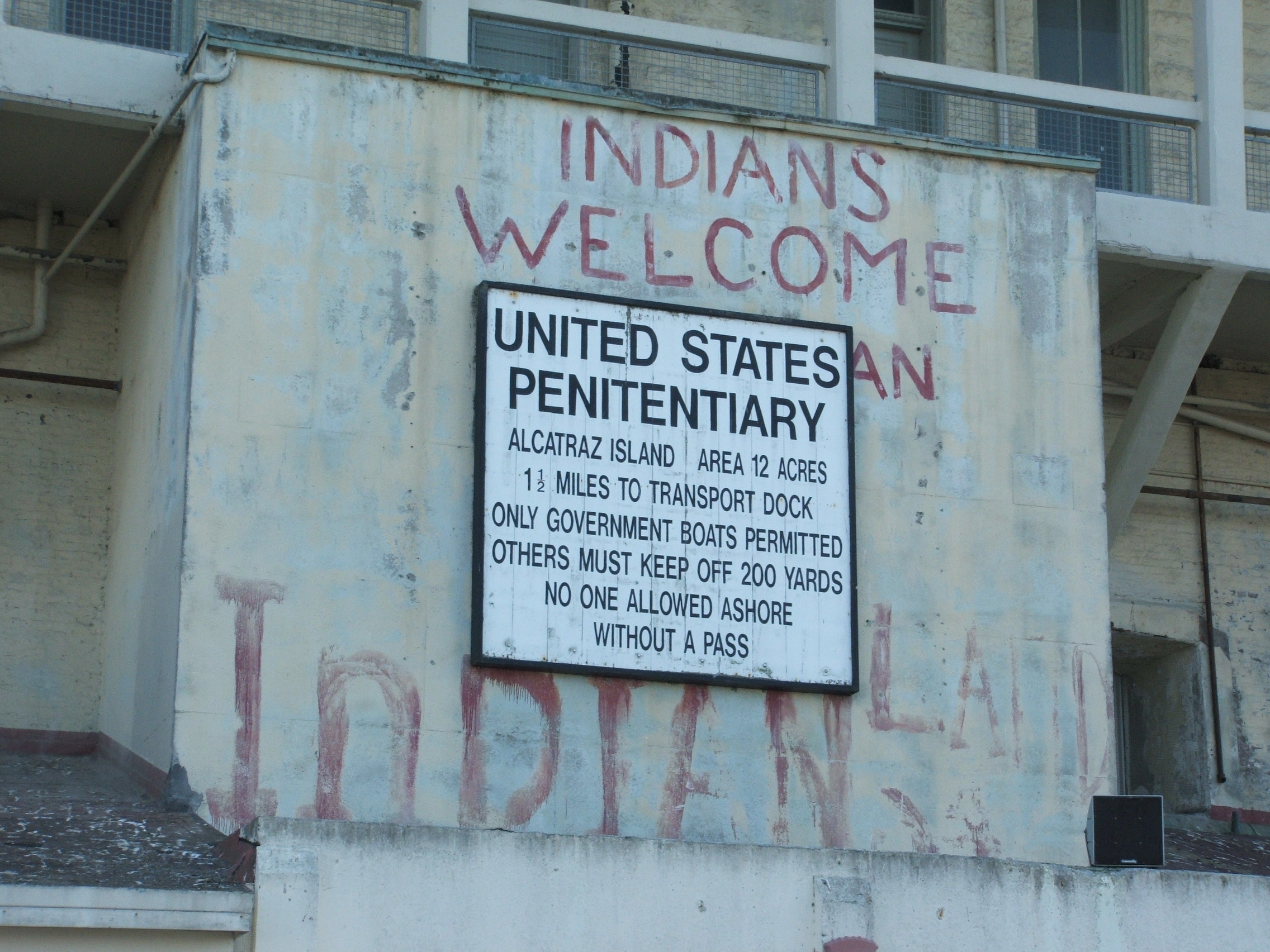
Il reste quelques traces de l'occupation amérindienne de 1969-1971 sur Alcatraz (photographie de 2006).

L’occupation d'Alcatraz est l’occupation pacifique de l’île d’Alcatraz dans la baie de San Francisco en Californie par un groupe d’activistes amérindiens. Elle dura dix-neuf mois entre le 20 novembre 1969 et le 11 juin 1971. Elle s’inscrit dans le contexte de la  montée du Red Power movement (en) et l’organisation de l’American Indian Movement (AIM) fondé en 1968 à Minneapolis.

## Planification de l'occupation
Le 9 novembre 1969, un événement spectaculaire attira l'attention sur les Amérindiens et Alcatraz. En effet, un premier débarquement sur l'île est prévu par quatorze jeunes activistes amérindiens originaires de la baie de San Francisco. Ils ne resteront que quelques heures sur l’île. L’incendie du 28 octobre 1969 qui ravagea le centre amérindien de San Francisco est très probablement le catalyseur de cette première occupation. En 1964 déjà, une poignée d'étudiants avaient fait de même pour proclamer une université indienne mais ils avaient été rapidement expulsés et cette tentative était passée inaperçue.
C'est le 20 novembre 1969, avant l'aube, que 78 Amérindiens – femmes, hommes et enfants de tribus différentes - débarquèrent sur l'île d'Alcatraz, entamant ainsi l'occupation de l'île. Le groupe fut mené par Richard Oakes, un Indien Mohawk, directeur du département des études indiennes au collège d'État de Chicago et Grace Thorpe, Indienne Sauk et Fox fille de Jim Thorpe, footballeur et athlète olympique. Ce groupe fut rejoint par d'autres Amérindiens et en moins d'un mois, ils furent environ six cents qui représentaient quelque cinquante tribus différentes. Ils se désignaient comme « Amérindiens de toutes les tribus » (« Indians of All Tribes ») et rapidement, Richard Oakes en fut nommé porte-parole. Ils rédigèrent une proclamation intitulée Nous tenons le Rocher.

## We hold the Rock!
La proclamation dite « We hold the Rock! » (« Nous tenons le Rocher ! ») est divisée en deux parties : l'une inversant les rôles entre Amérindiens et les colonisateurs blancs, et l’autre formulant des projets concrets pour l'île. Elle est adressée au « Great White Father », c’est-à-dire au président des États-Unis (alors Richard Nixon) et à son peuple, et est rédigée sur un ton hautement ironique visant à avoir un impact fort sur ses lecteurs.
Dans leur proclamation, les activistes amérindiens réclament l’île d’Alcatraz selon le « droit de découverte » faisant appel au Traité de Fort Laramie (1868) signé avec les Sioux qui octroyait des droits aux Amérindiens pour les terres fédérales inutilisées. Les activistes proposaient d'acheter l'île d'Alcatraz en échange de perles de verre et de chiffons de toile, en référence au célèbre épisode de Pierre Minuit, troisième gouverneur de la Nouvelle-Néerlande qui selon la légende en 1626 voulut acheter l’île de Manhattan aux Amérindiens manhattes en échange de verroteries et autres objets, pour l’équivalent de 60 florins néerlandais (environ 24 dollars du XXe siècle).
De manière plus sérieuse, la deuxième partie de la proclamation explicite les buts concrets de l’occupation. Depuis l’incendie du 28 octobre 1969 qui ravagea le centre amérindien de San Francisco, les Amérindiens de la région n’avaient plus d’endroit où organiser des rencontres. C’est donc entre autres pour cette raison que les activistes souhaitent construire sur l'île un nouveau centre culturel et universitaire, où ils pourraient recevoir dans leur langue une éducation conforme à leur culture, à leurs pratiques cérémonielles, à leurs croyances et où ils apprendraient à vivre en accord avec leur propre philosophie de la nature. En voici un extrait :
« Nous pensons que cette île que vous appelez Alcatraz est idéale pour recevoir une réserve indienne telle que les Blancs la conçoivent. En fait nous pensons que cet endroit présente déjà toutes les caractéristiques des réserves indiennes :
1. Elle est éloignée de tous les services et n'est desservie par aucun moyen de transport adéquat ;
2. Il n'y a pas d'eau courante ;
3. Les services sanitaires sont insuffisants ;
4. Il n'y a ni pétrole ni minerai ;
5. On n'y trouve pas d'industrie et donc le chômage y est très élevé ;
6. Il n'y a aucun service de santé ;
7. Le sol est rocheux, impropre à toute culture et il n'y a pas de gibier ;
8. Il n'y a pas d'équipements scolaires ;
9. L'endroit a toujours souffert de surpopulation ;
10. La population y a toujours été considérée comme prisonnière et tenue dans une totale dépendance des autres. »

Le groupe d'occupation annonçait, entre autres, son intention de faire de l'île un centre d'études indiennes pour l'écologie : « Nous nous consacrerons à dépolluer les eaux et l'atmosphère de la baie de San Francisco. Nous travaillerons à restaurer la vie des poissons et des animaux dans cette zone et à revitaliser la vie marine menacée par le mode de vie de l'homme blanc. Nous mettrons en place des installations pour dessaler l'eau de mer au bénéfice de l'homme. »

## Le déclin de l'occupation
À partir de la fin du printemps 1970, les conditions de vie sur l’île se dégradèrent de plus en plus. Le gouvernement fit couper l'eau, l'électricité et le téléphone sur l'île. Certains furent contraints de partir mais un an plus tard ceux qui restèrent déclarèrent :
« Nous continuons de tenir l'île d'Alcatraz au nom de la liberté, de la justice et de l'égalité parce que vous, frères et sœurs de cette terre, nous avez soutenus dans notre juste cause. Nous tendons nos mains et notre cœur et adressons à chacun d'entre vous des messages par l'esprit. Nous tenons le Rocher. Nous savons que la violence engendre plus de violence encore. C'est pour cela que notre occupation d'Alcatraz est pacifiste et que nous espérons que le gouvernement américain se conduira pacifiquement avec nous...

Nous sommes un peuple fier !

Nous sommes les Indiens !

Nous avons observé puis rejeté la plupart de ce que peut offrir la prétendue civilisation.

Nous sommes les Indiens !

Nous préserverons notre mode de vie et nos traditions en les communiquant à nos propres enfants.

Nous sommes les Indiens !

Nous joindrons nos mains en une union inconnue jusqu'alors.

Nous sommes les Indiens !

Notre mère la Terre attend que nous parlions. Nous sommes les Indiens de toutes les tribus !

Nous tenons le Rocher ! »
C’est donc à la fin du printemps 1971 que, malgré la persévérance des occupants, l’inévitable se produit. Le 7 juin, une réunion gouvernementale est organisée à la Maison-Blanche et décide d’en terminer une bonne fois pour toutes avec l’occupation de l’île. Selon les derniers renseignements parvenus au Gouvernement, entre onze et quinze activistes occupent encore l’île à cette date. Le Gouvernement suppose que ces personnes sont armées et qu’elles n’ont pas l’intention de quitter l’île volontairement. De plus, un autre problème subsiste, celui de la navigation dans la zone de la baie sans lumière du phare qui était éteint depuis le 20 novembre 1969. La décision est exécutée durant l’après-midi du 11 juin, les autorités bouclent le périmètre de l’île et plus de trente agents fédéraux armés débarquent de trois bateaux et d’un hélicoptère. En moins d’une heure, ils localisent, fouillent et arrêtent les quinze derniers occupants de l’île, sans rencontrer de résistance.